# RR Lyrae (stjerne)
RR Lyrae er en type variable stjerner, der er beslægtet med typen Cepheide. RR Lyrae er dog ældre, mindre lysstærke og har kortere pulsationsperioder, samt lavere masse . 
Ligesom Cepheide-stjerner er der for denne type stjerner en fast relation mellem deres pulsationsperiode og deres lysstyrke, der betyder, at de kan anvendes i forbindelse med kosmisk afstandsmåling.
Studier ved den danske astronom Jørgen Otzen Petersen af pulserende stjerner har ledt til en metode til bestemmelse af RR Lyra-stjernes masse, ved hjælp af et såkaldt Petersen Diagram, opkaldt efter den danske astronom.